# Marineoberkommando
Die deutsche Kriegsmarine stellte am 1. Februar 1943 in den Bereichen Ostsee, Nordsee und Nordmeer die ersten Marineoberkommandos (MOK) auf. Nach der Invasion der Alliierten in Frankreich wurde das MOK West gebildet, nach dem Verlust der deutschen Seeherrschaft im Gebiet des Mittelmeeres entstand das MOK Süd. Der Begriff des Marineoberkommandos ist nicht identisch mit dem des Oberkommandos der Marine.

## Marineoberkommando der Ostsee (MOK Ost)
Das MOK Ostsee ging Anfang Februar 1943 aus der Marinestation der Ostsee hervor, nachdem sich der ursprüngliche Befehlsbereich im Verlaufe des Zweiten Weltkrieges weit nach Osten bis in den Finnischen und Bottnischen Meerbusen sowie um das Kattegat erweitert hatte. Der Kommandierende Admiral wurde damit zum Oberbefehlshaber.

### Oberbefehlshaber
- Admiral Hubert Schmundt --- März 1943 bis 29. Februar 1944
- Admiral/Generaladmiral Oskar Kummetz --- 1. März 1944 bis 23. Juli 1945

### Chefs des Stabes
- Konteradmiral Hans Bütow: von März bis Mai 1944
- Konteradmiral Günther von der Forst: von Mai 1944 bis Juli 1945

## Marineoberkommando der Nordsee (MOK Nord)
Das MOK Nordsee ging Anfang Februar 1943 aus der Marinestation der Nordsee hervor, nachdem der ursprüngliche Befehlsbereich sich im Verlaufe des Zweiten Weltkrieges um die Westküste Dänemarks, Holland und die Scheldemündung erweitert hatte. Der Kommandierende Admiral wurde zum Oberbefehlshaber.

### Oberbefehlshaber
- Admiral Erich Förste --- März 1943 bis 10. Juli 1945

### Chef des Stabes
- Konteradmiral Hans-Joachim Gadow

## Marineoberkommando Norwegen (MOK Norwegen)
Das MOK Norwegen ging Anfang Februar 1943 aus der Dienststelle des Kommandierenden Admirals Norwegen hervor. Nachdem 1943 im Nordmeerraum keine umfassenden Operationen mehr erwartet wurden, wurde das Marinegruppenkommando Nord unter Führung des Flottenchefs, Generaladmiral Otto Schniewind, mit dem Flottenkommando verschmolzen. Formal blieb das MGK Nord bis 31. Juli 1944 weiter bestehen, aber Küstenschutz und Geleitdienst lagen nun in Händen des MOK Norwegen und der ihm unterstellten Kommandierenden Admirale. Die Unterstellung des MOK Norwegen erfolgte direkt unter das OKM.
Nach der deutschen Kapitulation im Mai 1945 wurde der Oberbefehlshaber von den Alliierten beauftragt, seine Aufgabe weiter auszuüben, um die deutschen Truppen aus Norwegen in die Heimat zurückzuführen. Der letzte Oberbefehlshaber, Theodor Krancke, begab sich am 26. August 1945 in alliierte Kriegsgefangenschaft.

### Oberbefehlshaber
- Generaladmiral Hermann Boehm --- 1. Februar 1943 bis 3. März 1943, ehemaliger Admiral Norwegen
- Admiral Otto Ciliax --- 4. März 1943 bis 25. April 1945
- Admiral Theodor Krancke --- 26. April 1945 bis Ende August 1945

### Chefs des Stabes
- Konteradmiral Otto Fein: von der Aufstellung bis November 1944, ehemaliger Chef des Stabes beim aufgelösten Admiral Norwegen
- Konteradmiral Ludolf von Hohnhorst: von Dezember 1944 bis Kriegsende

## Marineoberkommando West (MOK West)
Das MOK West wurde am 20. Oktober 1944 nach Auflösung des Marinegruppenkommandos West geschaffen. Dem Oberbefehlshaber wurden die Atlantikbefestigungen unterstellt, er war gleichzeitig Wehrmachtsbefehlshaber aller in den Festungsgebieten eingeschlossenen Verbände des Heeres, der Marine und der Luftwaffe.

### Oberbefehlshaber
- Admiral Theodor Krancke --- 20. Oktober 1944 bis 18. April 1945, anschließend Oberbefehlshaber des Marineoberkommandos Norwegen
- Generaladmiral Wilhelm Marschall --- 19. April 1945 bis 6. Mai 1945

### Chefs des Stabes
- Konteradmiral Karl Hoffmann: von der Aufstellung bis Dezember 1944
- Kapitän zur See Hans Hain: von Dezember 1944 bis Kriegsende

## Marineoberkommando Süd (MOK Süd)
Das MOK Süd wurde am 1. Januar 1945 nach Auflösung des Marinegruppenkommandos Süd aus dem Deutschen Marinekommando Italien aufgestellt und übernahm den Bereich des Mittelmeeres. Es umfasste praktisch nur noch die Küsten der Adria und des Ligurischen Meeres, nachdem die Kriegsmarine im Schwarzen Meer und der Ägäis nicht mehr präsent war. Das Stabsquartier befand sich in Levico und ab 27. April 1945 in Carersee.

### Oberbefehlshaber
- Vizeadmiral Werner Löwisch --- 1. Januar 1945 bis 2. Mai 1945, ehemaliger Oberbefehlshaber des aufgelösten Deutschen Marinekommandos Italien

### Chef des Stabes
- Kapitän zur See Paul Jasper, ehemaliger Chef des Stabes des aufgelösten Deutschen Marinekommandos Italien